# Michał Kamiński
Michał Tomasz Kamiński (n. 28 martie 1972, Varșovia, Polonia) este un om politic polonez, membru al Parlamentului European în perioada 2004-2009 din partea Poloniei.